# Климпуш, Орест Дмитриевич
Орест Дмитриевич Климпуш (укр. Орест Дмитрович Климпуш; род. 14 февраля 1941, Ясиня) — украинский политик, инженер, дипломат. Сын главнокомандующего Карпатской Сечи Дмитрия Климпуша.

## Биография
В 1964 году с отличием окончил Киевский автомобильно-дорожный институт. Три года работал главным инженером Хустской автобазы Главльвовстроя.
После окончания аспирантуры в 1971 году был направлен в Государственный автотранспортный научно-исследовательский институт, где прошёл путь от инженера к избранному коллективом директору этого института.
С 1988 года — генеральный директор НПО «Автотранспорт», директор института.
Кандидат технических наук, профессор Национального транспортного университета.
Академик Транспортной академии Украины.
С 20 марта 1992 по 11 июля 1994 года — первый министр транспорта Украины.
В 1994 году избран народным депутатом Украины.
В 1995 году — советник премьер-министра Украины.
С 8 декабря 1997 по 29 апреля 2002 года — Чрезвычайный и Полномочный Посол Украины в Венгерской Республике.
С 27 марта 1998 по 29 апреля 2002 года — Чрезвычайный и Полномочный Посол Украины в Республике Словения (по совместительству).
Представитель Украины в Дунайской комиссии, с 1999 по 2001 год — вице-президент этой международной организации.
Чрезвычайный и Полномочный Посланник І класса (14 июля 1999).
В 2002 году снова избран народным депутатом Украины. Возглавлял подкомитет по вопросам автомобильного транспорта и дорожного хозяйства Комитета по вопросам строительства и транспорта.
С 2002 по 2006 год — член делегации Верховной Рады Украины в ПАСЕ.
Кавалер ордена «За заслуги» ІІ и ІІІ степеней.
Заслуженный работник транспорта Украины.

## Личная жизнь
Женат, дочь — Климпуш-Цинцадзе, Иванна Орестовна.